# Japan (película)
Japan es una película de 2008 escrita y dirigida por Fabien Pruvot.

## Argumento
La historia se centra en una asesina a sueldo que trabaja bajo el seudónimo de Japón. Japón acostumbra quedarse en hoteles, en uno de ellos es donde conoce a un hombre llamado Alfred, quien acaba de ser desalojado de su casa. Ambos se llevan bien y se hacen amigos. Su amistad desembocará en un retorcido final.

## Reparto y personajes
- Shane Brolly como Japón.
- Peter Fonda como Alfred.
- Bianca Chiminello como Sarah Costra.
- Tania Raymonde como Mae.
- Treva Etienne como Cuba.
- Aimee Graham como Polly.
- Richard Edson como Gus.
- Michael Buscemi como Red.